# Breitwagen
Ein Breitwagen wird bei von Hand und elektromechanisch betriebenen Schreibmaschinen mit Typenhebeln wahlweise verwendet. Üblicherweise passt eine Schreibmaschinenseite im Format DIN A4 als Hochformat längs hinein. Schreibmaschinen mit Breitwagen nehmen Papier mindestens im Format DIN A3 quer (entspricht 42 cm Durchlassbreite) auf.
Mitunter werden schon Wagen mit 12 statt der üblichen 10 Zoll Walzenbreite als Breitwagen bezeichnet. 12 Zoll entsprechen gut 30,5 cm Breite, hier kann ein A3-Blatt als Hochformat oder ein A4-Blatt quer eingespannt werden.
Der Wagen trägt die Schreibwalze sowie sämtliche Papierhaltefunktionen. Er ist auf einer Schiene montiert und zieht über ein Zugseil beim Wagenrücklauf ein Spiralfederwerk auf. Mit jedem Typenanschlag sorgt eine Schrittschaltung dafür, dass der Wagen über das Zugseil und der gespeicherten Energie im damit verbundenen Federwerk eine Position weiter transportiert wird.
Der Austausch eines Wagens erfordert Kenntnisse und feinmechanische Fertigkeiten.